# 呂傑 (弘治進士)
呂傑（1454年—？），字廷臣，號素菴，錦衣衛軍籍，直隸揚州府泰州人，明朝政治人物。

## 生平
成化十三年（1477年）丁酉科順天府鄉試第十一名舉人。弘治三年（1490年）中式庚戌科會試第一百七十二名，二甲第八十三名進士。

## 家族
曾祖呂法真；祖父呂清；父呂洪，鴻臚寺序班。母張氏。慈侍下。弟傚、傅。